# Перигорське графство
Перигорське графство (фр. Comté de Périgord) — феодальний лен Аквітанського герцогства і Французького королівства з центром в Периге. Територія графства приблизно відповідала сучасному французьклму департаменту Дордонь.

## Історія
За давніх часів територія Перигору входила до складу кельтської Галлії. Після здобуття Галлії римлянами Перигор потрапив до складу римській провінції Аквітанія; по розпаді Римської Імперії він був завойований франками. Назва Перигор походить від галльського племені петрокоріїв, які чинили опір римському завоюванню. Вона збереглася в ранньому середньовіччі як Петрагорська земля (лат. pagus Petragoricus).

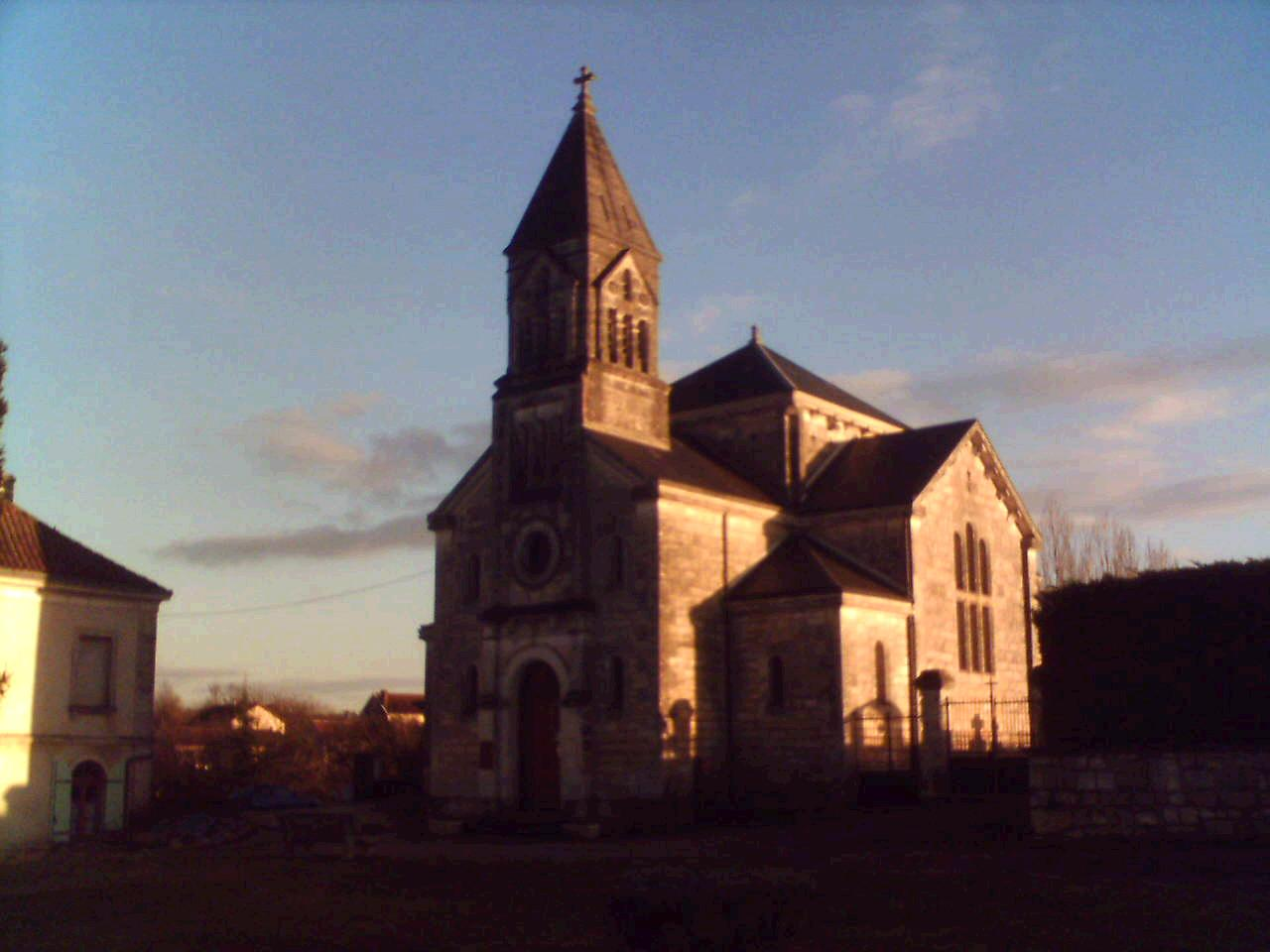
Романська церква в Лігво́ (Білий Перигор)

Перигорське графство було засноване в 866 році, його землі, в свою чергу, були віддані в лен чотирьом баронам. Після одруження в 1152 році власницею Перигора та інших Аквітанських володінь Алієнор Аквітанської з майбутнім королем Англії Генріхом II, Перигор разом з усім південним заходом Франції більш ніж на 300 років потрапив до ленного володіння англійських королів. І досі не дуже впливове в політичному відношенні, під англійською владою графство прийшло в ще більший занепад, перетворившись на арену суперництва між двома державами і перебуваючи під керуванням слабких і нерішучих правителів.
Вже починаючи з 1204 року окремі частини Перигору почали повертатися під владу французького короля; активна суперечка за Перигор між англійцями і французами почалася в 1259 році і продовжилася під час Сторічної війни (1337—1453). Лінія англо-французького протистояння під час Столітньої війни в XIV—XV століттях проходила через Перигор, у зв'язку з чим по місцевим селам відбувалося масштабне сплановане будівництво укріплених садиб (фр. bastide) і церков. Саме Перигор вважається центром розповсюдження романського стиля в архітектурі.
Поступово французи здобували перевагу і змусили англійців відступити на південний захід. В 1396 році Перигорське графство було конфісковано рішенням парламента (суда) Парижа у графа Аршамбо V після його повторних зловживань щодо громадян міста Периго, яке на той час вже належало французькому королю. Сина Аршамбо V засудили в липні 1399 року.
23 січня 1400 року король надав графство Перигор своєму молодшому брату Людовику Орлеанському. У 1430—1439 графством на правах узуфрукта володів Жан Дюнуа. Син Людовика Орлеанського Жан Ангулемський в 1437 продав графство Жану Бретонському, графу де Пентьевр.
Битва при Кастійоні (1453), яка завершила Сторічну війну і змусила англійців остаточно покинути південний захід Франції, відбулася в Перигорі, на південній його околиці на березі Дордоні, біля містечка Ламот-Монтравель.
В 1462 завдяки шлюбу його спадкоємиці Франсуази, графині Перигорської, графство перейшло до дому д'Альбре, а згодом до дому Бурбонів. У 1607 році, після сходження останнього графа Перигорського Генріха IV на французький престол, графство було приєднано до королівського домену.
Релігійні конфлікти під час Реформації роздерли Перигор навпіл: Периге залишився вірним католицькій церкві, тоді як Бержерак приєднався до реформаційного руху. Подальше розгортання конфлікту призвело до різанини гугенотів.
Ще в 1470 році Перигор перейшов під владу дома Албрет і згодом був успадкований і приєднаний до володінь Наваррської корони.
В 1607 році, коли наваррський король Генріх III посів французький престол (під іменем Генріха IV) як засновник династії Бурбонів, Перигор був остаточно приєднаний до королівського домену Франції.
В XVIII ст. Перигор було включене до складу провінції Гієнь і підпорядкований Бордо.